# Regiment de la Diputació del General de Catalunya
El Regiment de la Diputació del General fou una unitat militar del Reials Exèrcits de Carles III durant la Guerra de Successió Espanyola (1705-1713) i de l'Exèrcit de Catalunya durant la Guerra dels Catalans (1713-1714).

## Precedents
L'entronització del duc d'Anjou com a nou monarca espanyol sota el nom de Felip V de Castella al novembre de 1700 va fer que en 1702 esclatés la Guerra de Successió Espanyola quan la Casa d'Àustria va envair els territoris espanyols a Itàlia. En 1703 Anglaterra i Holanda es van unir a la Casa d'Àustria i es va nomenar a l'arxiduc d'Àustria com a nou monarca espanyol, sota el nom de Carles III. En 1704 Felip V va ordenar la reorganització de l'exèrcit: els terços espanyols van perdre el seu nom passant a ser anomenats segons la norma francesa, regiment, inicialment amb un batalló, i dos a partir de 1706, i els mestres de camp van ser bandejats per donar lloc als anomenats colonel (coronel).
Per ajudar al desembarcament i setge aliat, es van llevar a Osona diverses companyies de miquelets comandades per Josep Moragues i Mas, i el regiment de Mataró.
Després de la proclamació de l'Arxiduc Carles com a rei, per la necessitat d'expulsar la Casa de Borbó de la península Ibèrica, es va procedir a la lleva de l'Exèrcit Regular Austriacista, el Consell de Cent va llevar el Regiment de la Ciutat de Barcelona i la Diputació el Regiment de la Diputació del General de Catalunya, de 500 homes cadascun, i al febrer de 1706 es va acabar la configuració definitiva de la Coronela de Barcelona.

## Període 1705-1713

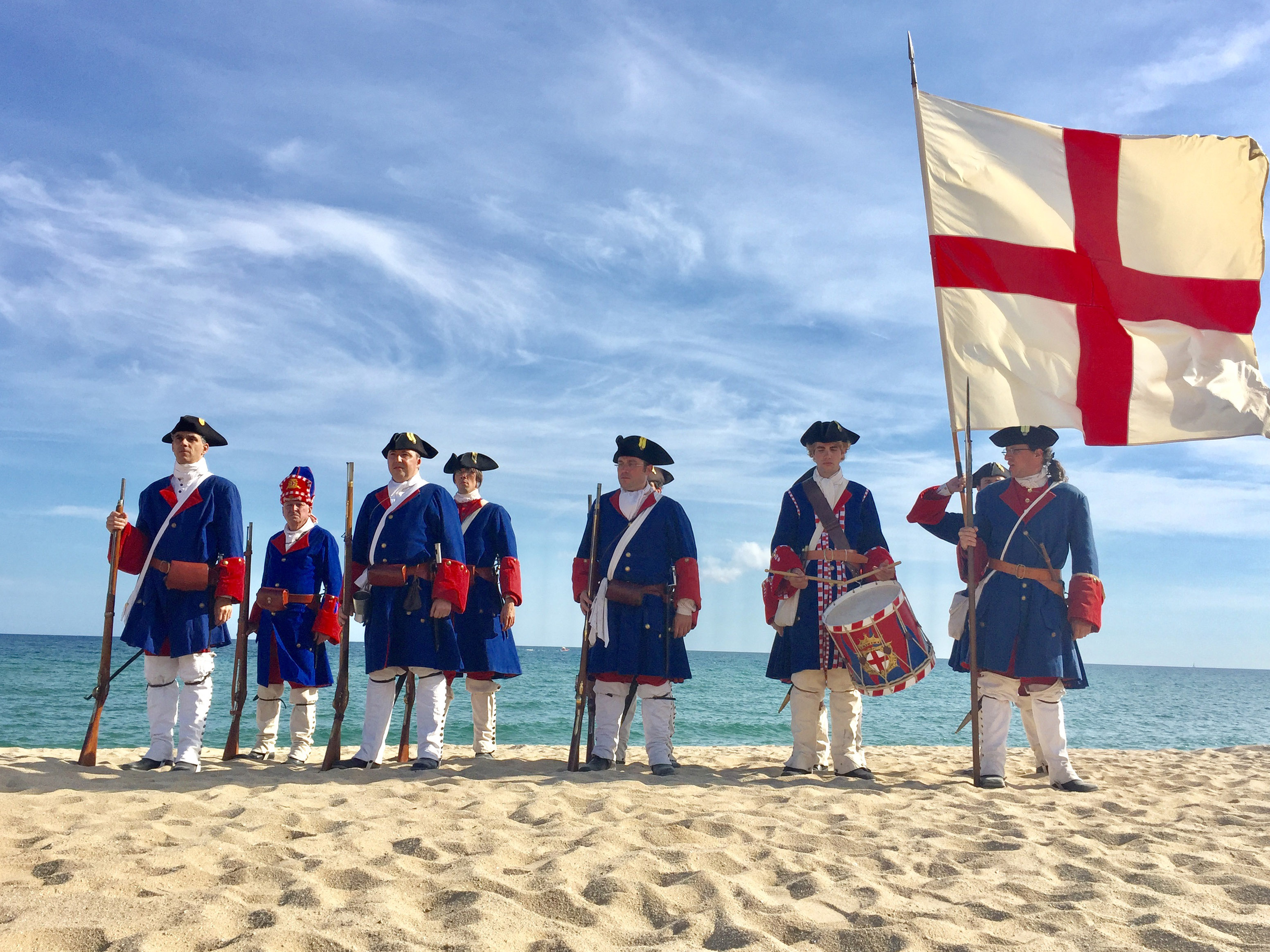
Esquadra del Regiment de la Diputació del General a la platja d'Arenys de Mar, recreada per Miquelets de Catalunya.

El Regiment fou llevat l'any 1705 després de l'aixecament austriacista i la captura de Barcelona. La Diputació es decantà finalment per l'Arxiduc Carles com a nou Comte de Barcelona i sobirà del Principat de Catalunya un cop aquest hagué jurat les Constitucions de Catalunya.
Després de la caiguda de Lleida (novembre 1707), diverses companyies del Regiment de la Diputació del General foren destinades a Castellciutat, una plaça forta als afores de La Seu d'Urgell. Les tropes estaven sota el comandament del coronel Francesc Sanç Miquel i responien davant el governador de Castellciutat, el general Josep Moragues. També està documentada la presència de forces del Regiment a Cardona des de gener de 1711. Entre 1708 i 1711 les tropes borbòniques envaïren en diverses ocasions les comarques del Pirineu, però no reeixiren a conquerir Castellciutat. Els soldats de la Diputació del General destinats a Castellciutat adquriren fama de saquejadors i no es distingiren a l'hora d'enfrontar-se a l'enemic. En canvi, les companyies de Cardona es comportaren millor al setge de la tardor de 1711.

## Període 1713-1714

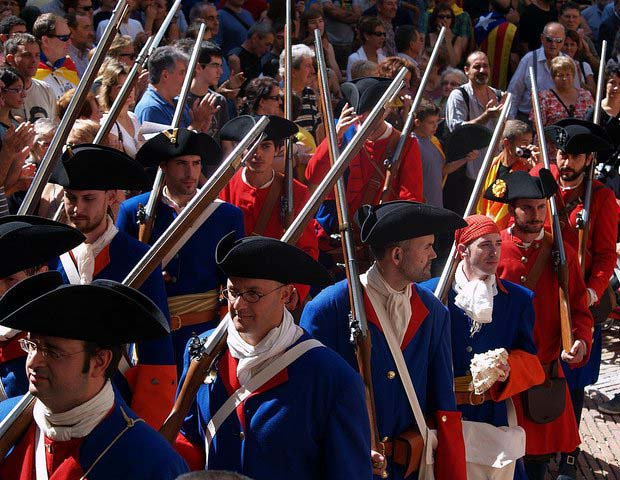
Recreació històrica del Regiment d'Infanteria de la Diputació del General de Catalunya, el Regiment de Muntanya Coronel Vilar Ferrer i el Regiment d'Infanteria de la Mare de Déu dels Desemparats, al Fossar de les Moreres, l'11 de setembre de 2010

L'any 1713 després de la declaració de guerra de les autoritats de Catalunya contra el Duc d'Anjou i el Regne de França, el Regiment de la Diputació del General de Catalunya, conjuntament amb el Regiment de la Ciutat de Barcelona, foren el nucli d'enquadrament de l'Exèrcit Regular de Catalunya.
En fer-se pública la crida de guerra a ultrança el 9 de juliol de 1713, el Regiment de la Diputació constava de 3 companyies (180 homes) destinades a Castellciutat, manades pel coronel Francesc Sanç Miquel, 1 companyia escassa a Barcelona (cap a 50 homes) i un nombre indeterminat d'efectius a Cardona. Les companyies de Castellciutat es retiraren el 30 de setembre de 1713 sota la condició de pas franc fins a Barcelona, després que el general Josep Moragues signés la rendició de la plaça. No obstant això, les tropes borbòniques violaren l'acord i pocs homes varen poder arribar a Barcelona.
La lleva d'estiu de 1713 permeté d'augmentar el nombre d'homes i el Regiment participà a diverses operacions del setge de Barcelona (juliol 1713-setembre 1714). El 12 d'agost de 1714, les companyies destinades a Barcelona estaven de guàrdia al baluard de Santa Clara. Resistiren l'assalt borbònic d'aquell dia però foren quasi exterminades i el Regiment desaparegué com a força de combat.

## Classes d'oficials i tropa
Oficials majors. El coronel era l'oficial en cap del Regiment, responsable de reclutar i mantenir les tropes fins a completar el nombre mínim operatiu. En combat manava les tropes darrere els rengles, per norma general a cavall amb els seus ajudants. El sergent major era l'adjunt del coronel, tenia les responsabilitats d'instruir la tropa, ocupar-se de la gestió ordinària del Regiment i dirigir les tropes des dels primers rengles. Duia espasa i partisana.
Oficials subalterns. Els capitans i els tinents manaven companyies i esquadres a les ordres dels oficials majors. Duien espases i espuntons. Els alferes eren els oficials novells i tenien la funció de dur les ensenyes del Regiment.

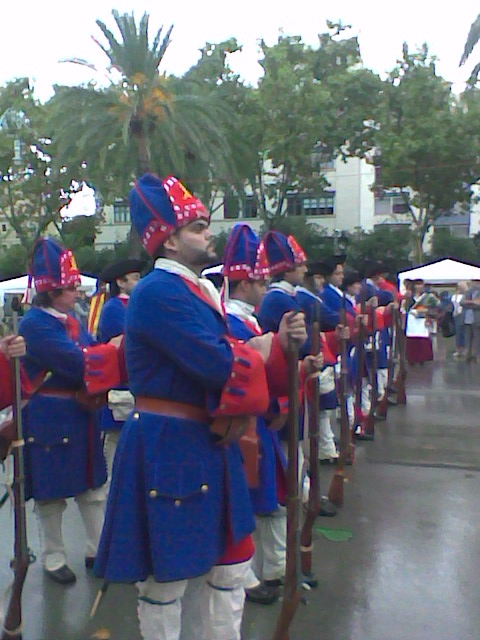
Granaders de la Diputació del General, formats amb una esquadra del seu Regiment a l'Arc de Triomf (Barcelona), l'11 de setembre de 2013, interpretats pels Magraners d'Osona, grup associat als Miquelets de Catalunya

Granaders. Eren la tropa d'elit del Regiment, els soldats més alts i més forts, destinats a formar a l'avantguarda dels atacs i assaltar les posicions fortificades. Rebien aquest nom perquè duien granades, recipients de porcellana plens de pólvora que encenien amb una metxa i llençaven cap a les línies enemigues. Podien deixar-se la barba i el cabell lliure.
Fusellers. Eren la tropa ordinària del Regiment, formaven i combatien en rengles tancats. Havien d'afaitar-se i dur el cabell recollit en cua.
Músics. El Regiment de la Diputació va tenir timbalers i pifres. Els músics lluïen el mateix uniforme que la tropa, però amb casaca guarnida de lliurea roja i blanca i les costures galonades dels mateixos colors.

## Ensenyes

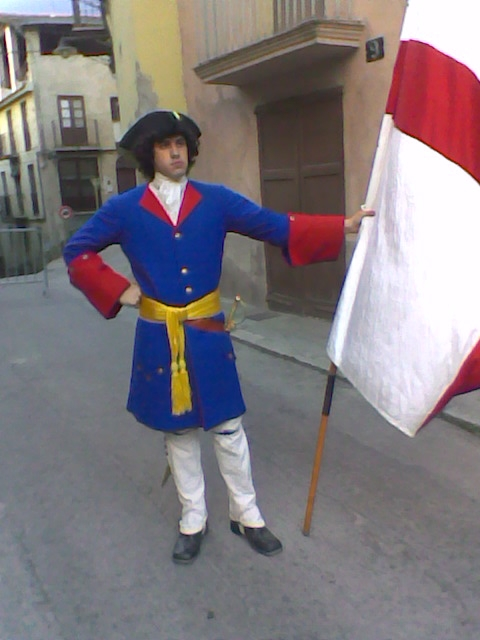
Alferes provisional de la Diputació del General amb l'ensenya de Sant Jordi a Castellciutat (Alt Urgell), 28 de setembre de 2013, interpretat pels Miquelets de Catalunya

D'acord amb les Reials Ordinances Militars, el Regiment de la Diputació del General tenia bandera coronela blanca, amb la imatge de la Verge Maria a l'anvers, sota el nom d'Immaculada i Puríssima Concepció; al revers, l'ensenya reial plena de la Casa d'Habsburg. D'acord amb la tradició de la dinastia austríaca, es pot presumir que les dues imatges se sobreposaven a una creu de Borgonya i anaven emmarcades per una bordura flamígera, però no se sap del cert. D'una manera semblant es pot interpretar el costum de guarnir els cantons de la creu amb l'ensenya reial de la Casa de Barcelona, atès que es tractava d'un regiment reclutat a Catalunya.
Les Ordinances permetien que les unitats militars tinguessin ensenyes pròpies. En el cas del Regiment de la Diputació, els colors consistien en l'ensenya de Sant Jordi, que era la pròpia de la institució titular de la unitat. La documentació de l'època recull la compra de roba per fer aquesta ensenya regimental.

## Armament i uniforme

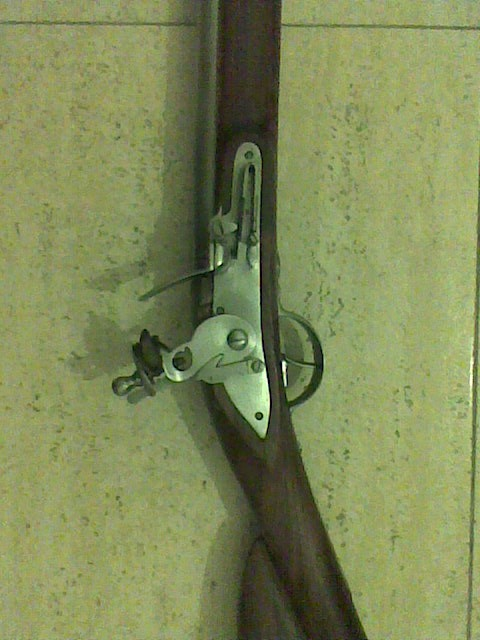
Rèplica d'un mosquet doglock anglès dels primers anys del segle XVIII; vegeu a la part inferior com el dog (gos) mossega el pany en posició de fiador

L'armament del Regiment de la Diputació del General era el típic de la infanteria de línia: mosquet llarg de pedra foguera, baioneta de dolla i espasa. Els granaders duien, a més a més, una bossa amb granades (bombes de mà), botafoc i destraleta.
L'arma de foc es duia sobre l'espatlla amb la mà a la caixa. Les tropes destinades a servei de camp podien dur-la en bandolera amb corretges de cuir. La baioneta i l'espasa penjaven del bridacú, un cinturó de cuir que també permetia cenyir la casalina o capsa de munició per als cartutxos, ja prou bons per contenir pólvora i bala en una sola peça, però també era freqüent usar flascons i polvorins per a la pólvora d'encebar. Els soldats podien portar, a més a més, sarró, motxilla i diverses bosses per transportar queviures, roba i eines. Solien usar-se carabasses buides per portar aigua i bótes de pell per al vi.
Al principi i, per un temps breu, el Regiment de la Diputació del General vestí casaca blanca amb gira roja, però a partir de 1706 va ser equipat amb la uniformitat que conservaria fins a 1714: camisa i corbata de color cru, jupa, calces i mitges de color roig, casaca blava amb gira roja, tricorni i sabates de color negre. Atès que va ser destinat a tasques de guarnició, els seus homes no haurien hagut de rebre polaines, però es pot acceptar que les companyies destinades a Castellciutat i Cardona en duien.